# Dying Young
Dying Young (Elegir un amor en España y Todo por amor en Hispanoamérica) es una película de 1991, dirigida por Joel Schumacher. Está basada en la novela con el mismo título por Marti Leimbach, y está protagonizada por Julia Roberts y Campbell Scott con Vincent D'Onofrio, Colleen Dewhurst, y Ellen Burstyn. La música fue compuesta por James Newton-Howard.

## Sinopsis
Después de descubrir que su novio la ha engañado, Hilary O'Neil comienza a trabajar como enfermera privada para Victor Geddes, un joven hombre que sufre leucemia. Lentamente los dos se enamoran, pero saben que su amor no puede durar porque él está destinado a morir.

## Argumento
Hilary O'Neil (Julia Roberts) es una preciosa chica de 23 años, extrovertida pero cautelosa, que ha tenido poca suerte, tanto en el trabajo como en el amor. Después de descubrir a su novio, Danny, en la cama con otra chica, Hilary decide separarse de él y buscar un trabajo, ya que dependía económicamente de Danny. Hilary regresa a vivir con su excéntrica madre (Ellen Burstyn), quien intenta convencerla en un principio de regresar con su exnovio, cosa que Hilary no acepta.
Un día, Hilary responde a un anuncio de periódico dónde se busca a una enfermera privada, por lo que asiste rápidamente a la entrevista de trabajo. En la entrevista de trabajo se encuentra con Richard Geddes (David Selby), quien la rechaza y le explica que necesita una enfermera profesional que cuide a su hijo Victor. Hilary se molesta y decide retirarse del lugar pero Malacay, el mayordomo de Richard y su hijo, la sigue y le pide que regrese nuevamente para una entrevista informal en el sótano de la casa. Hilary acepta regresar a la casa y en el sótano conoce a Victor. 
Victor Geddes (Campbell Scott) es un dulce joven de 28 años, millonario y con buena educación que padece leucemia desde hace 10 años. A pesar de la inconformidad de su padre, Victor termina contratando a Hilary para que sea su cuidadora mientras se somete a un tratamiento de quimioterapia. Hilary se siente insegura de su capacidad para cuidar a Victor después de su primera exposición a los efectos secundarios del tratamiento de quimioterapia, puesto que ella no tiene mucho conocimiento sobre la enfermedad y los cuidados que Victor necesita, por lo que piensa en renunciar al trabajo porque no soporta ver al joven sufrir. Luego de consultar con su amiga, Shauna, y de pasar un tiempo con Victor donde él le enseña sobre el arte, Hilary cambia de opinión puesto que se ha encariñado y empatizado con el chico, por lo que investiga por medio de libros sobre la leucemia para saber como cuidarlo y ayudarlo de mejor manera. La joven logra un buen trabajo cuidando a Victor al conocer cómo alimentarlo de forma saludable y qué hacer en cada situación. Ambos jóvenes empiezan a pasar más tiempo juntos, volviéndose amigos. Victor empieza a sentir confianza hacia su cuidadora por lo que le termina contando detalles sobre su vida como sus estudios, y cómo su enfermedad ha interferido en estos, Victor también le habla sobre su madre que falleció cuando él tenía 9 años.
Luego de un tiempo, Victor le informa a Hilary que ha "terminado" su tratamiento de quimioterapia y le pide que lo acompañe de vacaciones a la costa. Ella al principio duda de si hacerlo por miedo a que Victor vuelva a enfermar, pero él la convence luego de decirle que estarán a pocas horas del hospital por si él necesita regresar. Los dos alquilan una casa en la costa. Hilary descubre que Victor ha traído varias jeringas y morfina inyectable pero él le explica que las utilizará para el dolor. A Victor con el tiempo le empieza a crecer el cabello (el cual había perdido mientras se sometía al tratamiento de quimioterapia) y su apariencia mejora significativamente. Mientras, él y Hilary se enamoran.
Una noche, Hilary le dice a Victor que no se siente bien con la idea de que él le siga pagando por el trabajo puesto que él ya está curado y ella ya no tiene que cuidarlo. Esa misma noche, Victor entra en la habitación de Hilary donde ambos se besan por primera vez y hacen el amor. Victor le cuenta a Hilary sobre Jean, su exnovia durante el colegio que lo abandonó luego de que él fuera diagnosticado con leucemia. Victor termina confesando su amor a Hilary y le pide que se quede a su lado, Hilary acepta quedarse junto a él puesto que ella también se había enamorado y los dos siguen viviendo, ahora como pareja, en la costa. 
La joven pareja vive una increíble y tierna historia de amor y todo parece ir bien pero luego de un tiempo Hilary empieza a notar que Victor se comporta extraño y presenta algunos síntomas como sudoraciones nocturnas. Ella sospecha que él está volviendo a enfermar pero él lo niega varias veces, diciéndole que se encuentra bien y que no debe preocuparse por nada. Una noche, Hilary le pide a Víctor que hagan el amor pero él se niega ya que no se siente bien, lo que la hace pensar aún más que está enfermo, pero él sigue negando todo.
Durante una cena con Gordon (Vincent D`Onofrio), un amigo que la pareja hizo en la costa, Victor comienza a actuar de manera agresiva, termina perdiendo el equilibrio y cae al suelo.  Mientras Gordon lo ayuda a acostarse, Hilary sospecha aún más y termina buscando en la basura, en donde encuentra jeringas usadas. Ella confronta a Victor al descubrir que él ha estado usando jeringas para inyectarse morfina de manera excesiva. Victor admite que le ha mentido, que no ha terminado con su quimioterapia y que usaba la morfina para reducir el dolor que la leucemia le provocaba. Victor también explica que decidió dejar el tratamiento porque estaba cansado de sufrir por la quimioterapia y que deseaba vivir de mejor manera junto a Hilary, él le pide que ignore lo sucedido y que continúe a su lado pero Hilary no soporta la idea de que él pueda morir en cualquier momento por lo que termina su relación con él y se va de la casa. Hilary toma la decisión de llamar al padre de Victor para que venga a buscarlo.
Al día siguiente, Richard viene a buscar a Victor, le dice que lo ha estado buscando durante todo este tiempo y lo confronta por huir y abandonar el tratamiento. Victor le explica sus razones y le pide que lo deje asistir a la fiesta de navidad que se iba a desarrollar en el pueblo, con el fin de poder ver a Hilary una última vez. Su padre acepta está petición con la condición de que al día siguiente él regrese a casa y vaya al hospital.
Victor y su padre asisten a la fiesta de navidad esa misma noche. Hilary asiste al baile con Gordon y baila con él mientras Victor los mira con tristeza. Cuando la chica se da cuenta de la presencia de Victor, se aleja de Gordon y sigue a Victor escaleras arriba del lugar. Victor se despide de Hilary, comparten un último beso y él se retira.
Poco después, Hilary encuentra a Richard y le pregunta por Victor ya que no lo encontraba por ningún lado. Richard le dice a ella que Victor se había ido a la casa que había alquilado ya que deseaba pasar esa noche solo antes de partir al día siguiente. Hilary asustada regresa a la casa y descubre a Victor empacando varias cosas listo para huir. Victor le dice a Hilary que ya no tiene esperanza y que teme regresar al hospital. En esta confesión, Hilary le dice que realmente lo ama y que está dispuesta a estar a su lado pase lo que pase. Victor acepta someterse al tratamiento de quimioterapia nuevamente y luchar por el amor de él y Hilary. Ambos comparten un emotivo abrazo, se reconcilian y pasan la noche juntos.
La película termina con Hilary y Victor saliendo de la casa al amanecer para regresar al hospital y luchar juntos. Queda a la imaginación del espectador si Victor sobrevive o no.

## Reparto
- Julia Roberts como Hilary O'Neil: Una hermosa e inteligente joven de 23 años, que luego de ser engañada por su novio, trabaja como cuidadora para Victor Geddes y se vuelve su amiga mientras se enamora de él poco a poco. Posteriormente, ella se convierte en la novia de Victor.
- Campbell Scott como Victor Geddes: Un joven millonario de 28 años que padece leucemia. Él vive con su padre que la mayoría del tiempo está ausente por cuestiones de trabajo. Él se enamora profundamente de Hilary, su cuidadora, amiga y posteriormente su novia.
- Vincent D'Onofrio como Gordon: Un amigo que hicieron Hilary y Victor en la costa y que al parecer está enamorado de Hilary. Victor empieza a sentir celos de él al pensar que quiere arrebatarle a Hilary.
- Colleen Dewhurst como Estelle Whittier: Una señora de edad avanzada que Hilary y Victor conocen en la costa. Gordon la ayuda haciendo algunos trabajos. Estelle es una mujer muy sabia que le da varios consejos a Hilary.
- Ellen Burstyn como la Sra O'Neil: La excéntrica madre de Hilary. Ella se enfoca en coleccionar muñecas. No suele dar los mejores consejos a su hija.
- David Selby como Richard Geddes: El padre de Victor. Richard es viudo puesto que su esposa (la madre de Victor) falleció cuando Victor era apenas un niño. Él quiere mucho a su hijo pero pasa la mayoría del tiempo fuera de casa y del país por viajes de negocios.
- George Martin como Malacay: El mayordomo de Victor y Richard.
- A.J. Johnson como Shauna: La amiga de Hilary.
- Dion Anderson como Cappy: El bartender.
- Daniel Beer como Danny: El exnovio de Hilary que la engaño con otra chica.
- Behrooz Afraján como Moamar Gadafi: El chófer de Victor que lo lleva a sus sesiones de quimioterapia.
- Larry Nash como un asistente

## Estrenos
| País                                                                          | Fecha de estreno                   |
| ----------------------------------------------------------------------------- | ---------------------------------- |
| Alemania                                                                      | Jueves 3 de octubre de 1991        |
| Argentina                                                                     | Miércoles 25 de diciembre de 1991  |
| Australia                                                                     | Jueves 1 de agosto de 1991         |
| Austria                                                                       | Viernes 4 de octubre de 1991       |
| Bélgica                                                                       | Miércoles 18 de septiembre de 1991 |
| Belice · Costa Rica · El Salvador · Guatemala · Honduras · Nicaragua · Panamá | Viernes 27 de septiembre de 1991   |
| Bolivia                                                                       | Jueves 7 de noviembre de 1991      |
| Brasil                                                                        | Viernes 13 de septiembre de 1991   |
| Chile                                                                         | Viernes 11 de octubre de 1991      |
| Chipre                                                                        | Viernes 1 de noviembre de 1991     |
| Colombia                                                                      | Jueves 26 de septiembre de 1991    |
| Corea del Sur                                                                 | Sábado 7 de diciembre de 1991      |
| Dinamarca                                                                     | Viernes 20 de septiembre de 1991   |
| Ecuador                                                                       | Miércoles 9 de octubre de 1991     |
| Egipto                                                                        | Lunes 27 de abril de 1992          |
| España                                                                        | Viernes 4 de octubre de 1991       |
| Estados Unidos · Canadá                                                       | Viernes 21 de junio de 1991        |
| Estonia                                                                       | Viernes 30 de abril de 1993        |
| Filipinas                                                                     | Miércoles 2 de octubre de 1991     |
| Finlandia                                                                     | Viernes 27 de septiembre de 1991   |
| Francia                                                                       | Miércoles 18 de septiembre de 1991 |

| País                         | Fecha de estreno                   |
| ---------------------------- | ---------------------------------- |
| Grecia                       | Viernes 1 de noviembre de 1991     |
| Hong Kong                    | Jueves 10 de octubre de 1991       |
| Hungría                      | Jueves 21 de noviembre de 1991     |
| India                        | Viernes 14 de febrero de 1992      |
| Indonesia                    | Jueves 9 de abril de 1992          |
| Israel                       | Viernes 11 de octubre de 1991      |
| Italia                       | Viernes 25 de octubre de 1991      |
| Jamaica                      | Miércoles 2 de octubre de 1991     |
| Japón                        | Sábado 14 de diciembre de 1991     |
| Líbano                       | Viernes 8 de noviembre de 1991     |
| Malasia                      | Jueves 19 de diciembre de 1991     |
| México                       | Viernes 27 de septiembre de 1991   |
| Noruega                      | Jueves 3 de octubre de 1991        |
| Nueva Zelanda                | Viernes 4 de octubre de 1991       |
| Países Bajos                 | Jueves 10 de octubre de 1991       |
| Perú                         | Jueves 26 de septiembre de 1991    |
| Portugal                     | Viernes 27 de septiembre de 1991   |
| Puerto Rico                  | Jueves 8 de agosto de 1991         |
| Reino Unido Irlanda          | Viernes 30 de agosto de 1991       |
| República Checa · Eslovaquia | Jueves 12 de marzo de 1992         |
| Singapur                     | Jueves 21 de noviembre de 1991     |
| Sudáfrica                    | Viernes 11 de octubre de 1991      |
| Suecia                       | Viernes 20 de septiembre de 1991   |
| Suiza                        | Viernes 4 de octubre de 1991       |
| Tailandia                    | Sábado 2 de noviembre de 1991      |
| Taiwán                       | Sábado 16 de noviembre de 1991     |
| Turquía                      | Viernes 29 de noviembre de 1991    |
| Uruguay                      | Viernes 18 de octubre de 1991      |
| Venezuela                    | Miércoles 18 de septiembre de 1991 |